# Trigona hypogea
Trigona hypogea är en biart som beskrevs av Filippo Silvestri 1902. Trigona hypogea ingår i släktet Trigona och familjen långtungebin. Inga underarter finns listade i Catalogue of Life.

## Bildgalleri

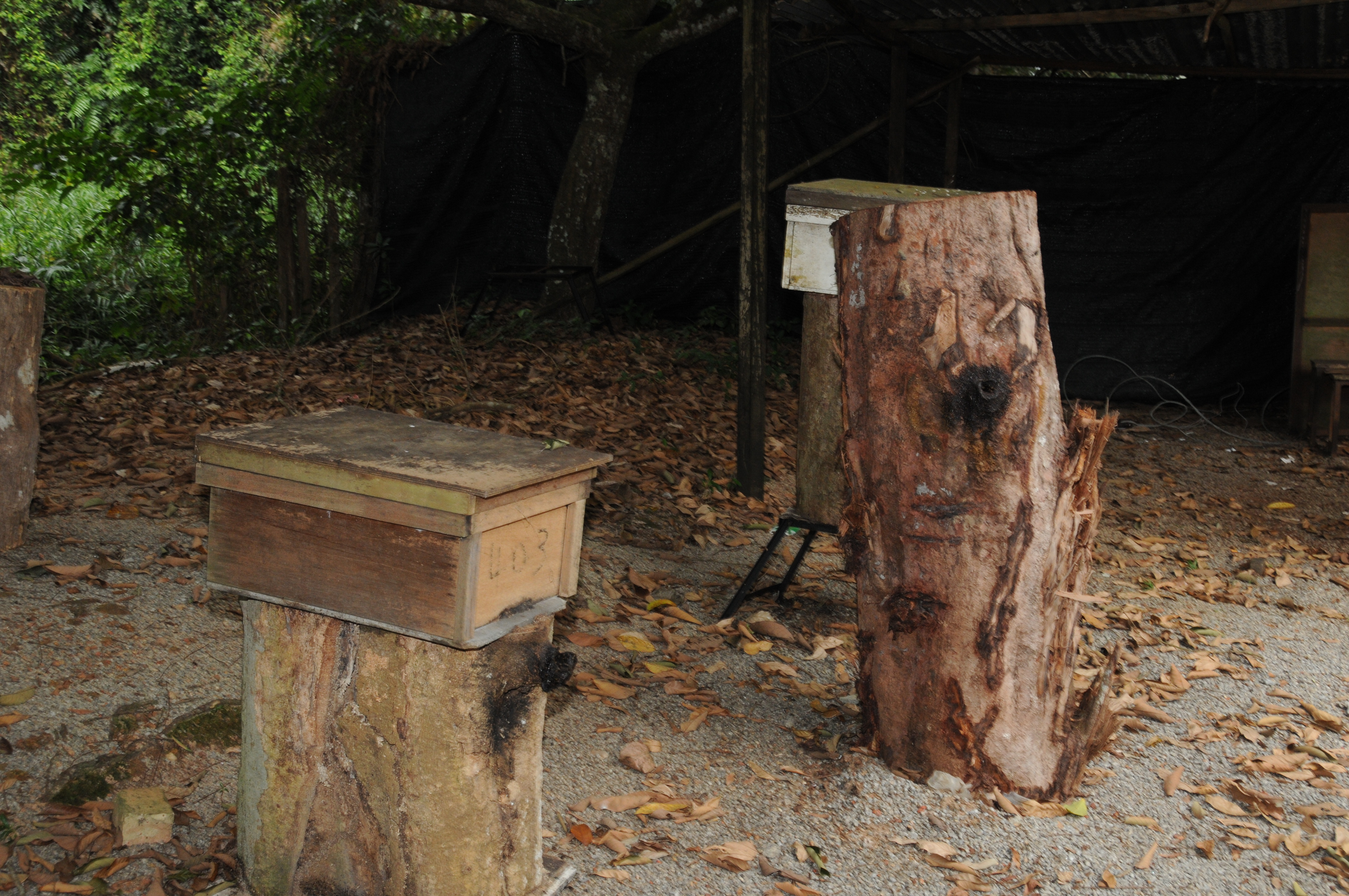